# 鹿角剛
鹿角 剛（かづの つよし、1966年1月7日 - ）は、日本のVFXスーパーバイザー。秋田県男鹿市出身。
有限会社スタジオ・バックホーンの代表取締役を務めている。
2006年1月から2012年8月の間、仕事上の名前を鹿角 剛司としていた。

## 経歴
1986年、東京デザイナー学院アニメーション科を卒業。オプチカル合成専門会社デン・フィルム・エフェクトに入社し、約4年間、同社作画部にてエフェクトアニメーションや映画のタイトルを担当する。1988年には作画室長に昇進。
1990年より4年間、大阪の企業オリエントブレインにて、発電所や精油所などの展示ホール向けに、マルチスライド、ビデオパッケージの映像製作および上映システムのディレクションとプロデュース、企業向けCD-ROMの製作を担当。
1994年、当時ゲーム製作会社だったシステムサコムに入社し、1年半ゲームのCGデザイナーとしてセガサターンやPlayStation専用のゲームソフトの開発に携わる。担当作品には『真説・夢見館 扉の奥に誰かが…』、『小室哲哉ガボールスクリーン』など。途中から30人ほどのCGスタッフをまとめる「CGリーダー」に就任。
1995年8月から半年ほど、個人受注で企業向けCD-ROMの製作を手掛ける。
1996年より2002年2月まで、メディア製作会社ゼネラル・エンタテイメントにてCGディレクターおよびテクニカル・ディレクターとして、ゲームおよび映画などの映像製作に携わる。この頃携わったゲームには、『ALIVE』(1998年、PlayStation)、『ゴジラ・ジェネレーションズ』(1998年、ドリームキャスト)、『ØSTORY』(2002年、PlayStation 2)などがある。映画・テレビでは『ポルノスター』(1998年)、『ゴジラ×メガギラス G消滅作戦』(2000年)に参加している。
2002年2月にフリーランスとなり、2004年7月に有限会社スタジオ・バックホーンを設立。同社の代表取締役となる。
2006年1月、仕事上の名前を本名の鹿角剛から鹿角剛司に改名。2012年9月に、元の「鹿角剛」に戻す。

## 人物
2010年3月に、ウェブサイト「クリエイターズ ステーション」でのインタビューで、鹿角は自身最初のキャリアとなったデン・フィルム・エフェクトでの仕事について、オプチカル合成の経験が今の仕事に活かされていることを語っており、「人を映像でだまして、感動させる作業の自力は、あの時代に培ったと言ってもいいほど」と当時を振り返っている。また、自身について「法律が許せば街中に落とし穴を掘って、落ちた人が見せる驚いた顔を見ていたい人間」としたうえで、「他人の心を動かす、感動させることができるなら映画や映像にだってこだわらない。落語だって、マジックショーだって、小説だってなんだっていいと思っている」と述べている。
さらに自らの目標に取り組むことに関しては、「常にインタラクティブでありたいと思っている。(中略) 相手が変われば、すべきことも変わる。だから、自分自身であれをする、これをやりたいとは決めないことにしている」と答えている。

## 主な作品

### 映画
1980年代
- 『孔雀王』（1988年）
- 『帝都物語』（1988年）
- 『丹波哲郎の大霊界 死んだらどうなる』（1989年）

1990年代
- 『夢』（1990年）
- 『富江』（1999年） - VFXスーパーバイザー

2000年代
- 『ユメ十夜』（2007年） - VFXスーパーバイザー
- 『赤んぼ少女』（2008年） - VFXスーパーバイザー
- 『吸血少女対少女フランケン』（2009年） - VFXスーパーバイザー
- 『悪夢のエレベーター』（2009年） - VFXスーパーバイザー
- 『片腕マシンガール』（2007年） - VFXスーパーバイザー
- 『サムライプリンセス 外道姫』（2009年） - VFXスーパーバイザー
- 『ロボゲイシャ』（2009年） - VFX監督
- 『仮面ライダー×仮面ライダー W&ディケイド MOVIE大戦2010』（2009年） - CGプロデューサー

2010年代
- 『ゴスロリ処刑人』（2010年） - VFX監督
- 『裁判長!ここは懲役4年でどうすか』（2010年） - VFX
- 『ラビット・ホラー3D』（2011年） - VFXスーパーバイザー
- 『デッドボール』（2011年） - VFXスーパーバイザー
- 『極道兵器』（2011年） - VFXスーパーバイザー
- 『電人ザボーガー』（2011年） - VFXスーパーバイザー
- 『ウルトラマンサーガ』（2012年） - VFXプロデューサー
- 『デッド寿司』（2013年） - VFXスーパーバイザー
- 『めめめのくらげ』（2013年） - VFXプロデューサー
- 『Zアイランド』（2015年） - VFXスーパーバイザー
- 『牙狼〈GARO〉-月虹ノ旅人-』（2019年） - VFXプロデューサー

### テレビドラマ
- 『古代少女ドグちゃん』（2009年） - VFXスーパーバイザー
- 『SOIL ソイル』（2010年） - VFXスーパーバイザー
- 『戦国★男士』（2011年） - VFXスーパーバイザー
- 『O-PARTS〜オーパーツ〜』（2012年） - VFXスーパーバイザー
- 『赤い糸の女』（2012年） - CG
- 『衝撃ゴウライガン!!』（2013年） - VFXプロデューサー
- 『GIVER 復讐の贈与者』（2018年） - VFX

### オリジナルビデオ
- 『ウルトラマンゼロ外伝 キラー ザ ビートスター』（2011年） - VFXプロデューサー